# 도덕 외교
도덕 외교는 우드로 윌슨 미국 대통령이 1912년 미국 대통령 선거에서 제안한 외교의 한 형태이다. 도덕적 외교는 신념이 국가의 신념과 유사한 국가에만 지원을 제공하는 시스템이다. 이는 국가의 이상 성장을 촉진하고 이념이 다른 국가에 손해를 입힌다.
우드로 윌슨은 이를 사용하여 민주주의 정부를 가진 국가들을 지원하고 비민주주의 국가들(미국에 대한 잠재적 위협으로 간주됨)에 경제적 피해를 입혔다. 그는 또한 특히 라틴아메리카에서 민주주의 국가의 수를 늘리기를 희망했다.

## 개념
우드로 윌슨은 민주주의가 안정되고 번영하는 국가의 가장 본질적인 측면이라는 아이디어의 주요 주창자였다. 그는 또한 미국이 전 세계적으로 민주주의와 평화를 증진하는 데 선구적인 역할을 해야 한다고 믿었다. 특히 라틴 아메리카의 여러 국가들이 윌슨이 반대했던 제국주의의 영향 아래 있었다. 제국주의의 성장을 억제하고 민주주의를 확산시키기 위해 윌슨은 도덕적 외교라는 아이디어를 내놓았다.
윌슨의 도덕적 외교는 두 국가 간의 양자 관계 개선을 위한 경제적 지원의 중요성을 강조했던 윌리엄 하워드 태프트의 달러 외교를 대체했다. 태프트의 달러 외교는 경제적 지원을 기반으로 한 반면, 윌슨의 도덕적 외교는 경제력을 기반으로 했다.

### 미국 예외주의
우드로 윌슨의 도덕적 외교와 세계에서의 미국의 역할에 대한 많은 아이디어는 미국 예외주의에서 비롯된다. 미국 예외주의는 미국이 자유와 민주주의를 확산시키려는 특정한 세계적 사명을 가지고 있다는 점에서 다른 나라들과 다르다는 제안이다.

이러한 관점에서 미국의 예외주의는 혁명으로부터의 출현과 자유, 평등주의, 개인주의, 포퓰리즘 및 자유방임주의에 기반한 독특한 미국 이념의 발전에서 비롯된다. 이러한 관찰은 1831년과 1840년에 미국을 "예외적"이라고 처음 묘사한 작가인 알렉시 드 토크빌에게서 찾을 수 있다.
우드로 윌슨의 1914년 "자유의 의미" 연설에서 그는 미국이 "모든 세대에 빛을 비추고 인류의 발걸음을 정의와 자유와 평화의 목표로 인도할" 잠재력을 언급했으며 나중에 도덕적 외교를 통해 이러한 아이디어를 실행에 옮겼다.

## 국제적 영향
윌슨은 1913년에 "나는 남아메리카 공화국에 좋은 사람들을 선출하도록 가르칠 것이다"라고 말하며 다른 나라, 특히 라틴 아메리카의 일에 자주 개입했다. 이러한 개입에는 1914년 멕시코, 1915-1934년 아이티, 1916년 도미니카 공화국, 1917년 쿠바, 1918년 파나마가 포함된다. 미국은 윌슨 행정부 내내 니카라과에 군대를 주둔시켰고 이를 이용하여 니카라과 대통령을 선출했다. 아이티에 주둔한 미군 병력은 연방 정부의 명령에 따라 아이티 의회가 윌슨이 선택한 후보를 아이티 대통령으로 선출하도록 강요했다. 윌슨은 미국이 민주주의를 확산시킬 의무가 있다고 느꼈고, 이러한 목표를 달성하기 위해 공격적인 도덕적 외교를 사용했다.
윌슨은 특히 멕시코에서 국제적인 문제를 겪었다. 멕시코는 1910년부터 일련의 멕시코 혁명을 겪었다. 멕시코에 광산 및 기타 이권을 가진 미국인들은 자신들의 재산을 보호하기 위해 즉각적인 미국의 개입을 원했다. 1913년 빅토리아노 우에르타가 멕시코를 장악했을 때, 윌슨은 대부분의 미국인과 많은 외국 세력의 지지에도 불구하고 그가 불법적으로 권력을 장악했다는 이유로 그를 인정하지 않았다. 다른 국가들은 주로 외국인 투자에 대한 그의 개방 정책 때문에 우에르타를 지지했다.
1914년 4월, 멕시코 탐피코 관리들이 금지 구역에 잘못 들어간 몇몇 미국 선원들을 체포했고, 윌슨은 이 사건을 구실 삼아 미 해군에게 항구 도시 베라크루스주를 점령하도록 명령했다. 이 조치는 우에르타의 통제를 크게 약화시켰고, 그는 베누스티아노 카란사에게 권력을 넘겼고, 윌슨은 그를 즉시 멕시코 대통령으로 인정했다.

## 같이 보기
- 이상주의
- 선교 외교
- 우드로 윌슨